# ورزشگاه بوسان گودئوک
ورزشگاه بوسان گودئوک (به لاتین: Busan Gudeok Stadium) یک ورزشکاه فوتبال در کره جنوبی است که در Seodaesin-dong واقع شده‌است.